# کاوه رضایی
کاوه رضایی (زادهٔ ۱۶ فروردین ۱۳۷۱) بازیکن فوتبال اهل ایران است که در پست مهاجم برای باشگاه فوتبال سپاهان در لیگ برتر خلیج فارس بازی می‌کند.
او سابقه حضور در تیم‌های ایرانی فولاد، سایپا، ذوب‌آهن، استقلال، تراکتور و تیم‌های بلژیکی رویال شارلوا، کلوب بروژ و اود-هورلی لوون را در کارنامه خود دارد.
دوران کودکی و نوجوانی و جوانی خود را در شهر گیلان‌غرب گذراند و فوتبال خود را زیر نظر آقای آرشام نیک طبع شروع کرد.
رضایی همچنین سابقه بازی برای تمام رده‌های پایه تیم ملی ایران را دارد.
رضایی آقای گل جام ملت‌های آسیا زیر ۱۶ ساله‌های ۲۰۰۸ است.
در ضمن کاوه رضایی اهل شهرستان گیلانغرب میباشد و محل تولد وی اسلام آباد غرب است ایشان خود در چندین برنامه و مصاحبه اعلام کرده اند که اهل گیلانغربم و کار و فعالیت ورزشی خود را از این شهر شروع کرده است

## زندگی شخصی
وی در اردیبهشت ماه ۱۳۹۶ با فرنوش شیخی ملی پوش تیم ملی والیبال زنان ایران ازدواج کرد. همچنین پدر همسر وی در سقوط هواپیمای بوئینگ ۷۰۷ ساها جان باخت.
الگوی او تیری آنری بود. او نوید محمدزاده را به عنوان بازیگر مورد علاقه‌اش معرفی کرده است. وی می‌تواند فارسی و کردی را به راحتی صحبت کند.

## سبک بازی
یک مهاجم سخت‌کوش، ماهر و خلاق که در هوا خوب است و به خاطر توانایی بالایش در حمله شناخته می‌شود. رضایی یک شماره ۹ معمولی است که در طول دوران حرفه‌ای خود در جناحین نیز بازی کرده است. نیکولاس پنتای، هم‌تیمی و دروازه‌بان فرانسوی شارلوا، رضایی را ستوده و او را «یک مهاجم کامل» نامیده است.

## عملکرد باشگاهی

### سال‌های نوجوانی
کاوه رضایی فوتبال حرفه‌ای را از آکادمی فوتبال فولاد خوزستان آغاز کرد و در سال ۱۳۸۸ به تیم ملی نوجوانان دعوت شد. با عملکرد خوب رضایی در تیم ملی نام او به لیست تیم بزرگسالان فولاد خوزستان اضافه گردید.

### فولاد خوزستان
رضایی خیلی زود نظر مجید جلالی را به خود جلب کرد و در سن ۱۷ سالگی برای اولین بار در لیگ برتر به میدان رفت. او خیلی زود موفق شد به تیم ملی جوانان راه یابد. در فصل‌های ۸۹–۱۳۸۸ و ۹۰–۱۳۸۹ با حضور مهاجمانی مانند غلامرضا رضایی، آرش افشین و رضا نوروزی در فولاد، اغلب نیمکت سهم کاوه رضایی بود. در فصل ۹۱–۱۳۹۰ هم بازی زیادی به او نرسید؛ در این فصل رضایی یک مصدومیت طولانی را سپری می‌کرد. در سال‌های حضور این بازیکن در فولاد، جلالی چندین بار او را در پست هافبک چپ به‌کار گرفت.

### سایپا البرز
این بازیکن در تابستان ۱۳۹۱ با عقد قراردادی سه ساله به سایپا پیوست.

### ذوب آهن

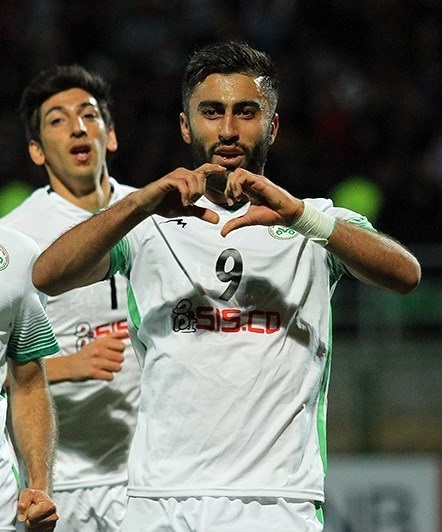
کاوه رضایی در کنار مرتضی تبریزی با تیم ذوب آهن

کاوه رضایی فصل ۹۳–۹۴ برای ذوب آهن بازی کرد و در بازی فینال جام حذفی گل سوم تیمش را مقابل نفت تهران زد و با ذوب آهن قهرمان جام حذفی ایران شد.

### استقلال

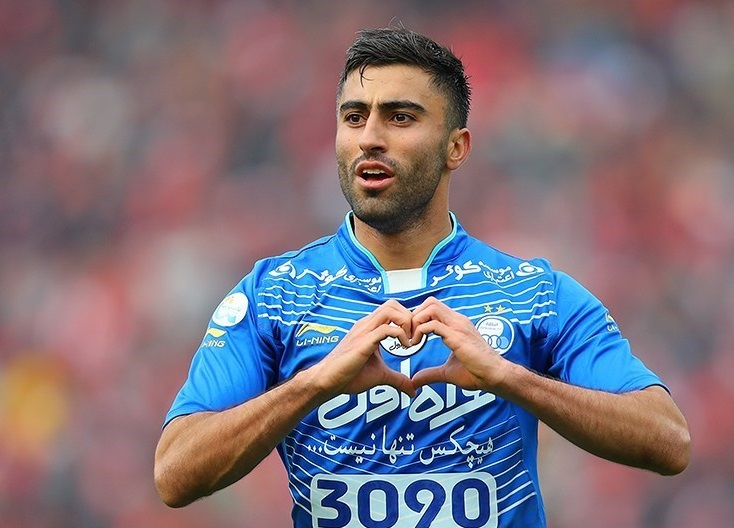
خوشحالی بعد از گل کاوه رضایی پس از گلزنی در دربی ۸۴

کاوه رضایی در ۳۰ خرداد ۹۵ در حالی که درخواست ذوب آهن را نپذیرفته بود، با عقد قرارداد یک ساله توسط سید پندار توفیقی مسول نقل و انتقالات به استقلال پیوست. کمی بعد خبری از مذاکره پرسپولیس با کاوه منتشر شد اما او به دلایل شخصی ترجیح داده بود که به استقلال بپیوندد. نخستین بازی او برای استقلال در ۴ مرداد در تساوی ۱–۱ برابر نفت انجام شد. او در این بازی توانست پاس گل تک گل جابر انصاری برای استقلال را بدهد. در بازی بعدی برابر استقلال خوزستان توانست نخستین گلش را برای استقلال به ثمر برساند. در روز ۲۱ شهریور ۹۵ توانست با ضربه سر دروازه ماشین‌سازی را باز کند. در ۲۴ بهمن ۹۵ رضایی گل سوم تیمش را به ثمر رساند تا استقلال با نتیجه ۳–۲ برابر رقیب سنتی‌اش پرسپولیس به پیروزی برسد. وی در یک فصل حضورش در استقلال موفق شد در ۳۹ مسابقه (در مجموع دیدارهای لیگ برتر، جام حذفی و لیگ قهرمانان آسیا) ۱۳ بار موفق به گلزنی برای آبی‌ها شد و ۱۳ گل را هم ساخت و فصل خوبی را سپری کرد.

### رویال شارلوا
او در خرداد ۹۶ با قراردادی ۲ ساله به باشگاه رویال شارلوا در لیگ برتر بلژیک پیوست. او در مسابقه مقابل تیم ورجم توانست دو گل به ثمر برساند. وی پس از گلزنی‌های پیاپی مدعی کسب جایزه گاو طلایی شد؛ جایزه‌ای که هر ساله به بهترین گلزن لیگ بلژیک داده می‌شود.

### کلوب بروژ
وی در ۳۱ مرداد ۱۳۹۷ با قراردادی چهار ساله شارلوا را به مقصد کلوب بروژ قهرمان فصل ۲۰۱۷–۱۸ لیگ بلژیک ترک کرد. قرارداد او با ۵ میلیون یورو به گرانترین خرید تاریخ ژوپیر لیگ تبدیل شود. وی در نخستین فصلی که در کلوب حضور داشت بازی در لیگ قهرمانان اروپا نیز را تجربه کرد. کاوه در آخر فصل به علت عملکرد ضعیف در بروژ با قراردادی قرضی به شارلوا بازگشت و ۲سال در این تیم به صورت قرضی بازی کرد

### تراکتورسازی
وی پس از پنج سال لژیونر بودن تصمیم به بازگشت به لیگ ایران گرفت ابتدا او به باشگاه استقلال پیوست و در تمرینات این تیم حاضر شد ولی به دلیل پر بودن لیست استقلال نتوانست قرارداد خود را نهایی کند و سرنجام در تاریخ ۸ شهریور ۱۴۰۱ او با قراردادی ۱ ساله به باشگاه تراکتور تبریز پیوست. کاوه در تراکتور بازی‌های زیادی را به دلیل مصدومیت و ناآمادگی از دست داد ولی توانست با پیراهن تراکتور دروازه سپاهان و گلگهر سیرجان را باز کند و در نیم فصل قرارداد کاوه رضایی با تراکتور فسخ شد.

### سپاهان
کاوه رضایی در ۰۷ تیر ۱۴۰۲ با قراردادی سه ساله به سپاهان اصفهان پیوست. پس از نیم فصل حضور در سپاهان و به ثمر رساندن ۲ گل برای سپاهان قرارداد وی و دو بازیکن دیگر سپاهان به دلیل مشکلات سقف بودجه فسخ شد. اما پس از توافق دوباره به این تیم بازگشت.

## آمار باشگاهی
تا تاریخ ۳ دی ۱۴۰۲
| عملکرد          | عملکرد          | عملکرد          | لیگ  | لیگ | جام      | جام      | قاره‌ای     | قاره‌ای     | مجموع | مجموع |
| فصل             | باشگاه          | لیگ             | بازی | گل  | بازی     | گل       | بازی       | گل         | بازی  | گل    |
| —               | —               | —               | لیگ  | لیگ | جام حذفی | جام حذفی | آسیا-اروپا | آسیا-اروپا | مجموع | مجموع |
| --------------- | --------------- | --------------- | ---- | --- | -------- | -------- | ---------- | ---------- | ----- | ----- |
| ۲۰۰۹–۲۰۱۰       | فولاد           | لیگ برتر        | ۷    | ۰   | ۱        | ۰        | _          | _          | ۸     | ۰     |
| ۲۰۱۰–۲۰۱۱       | فولاد           | لیگ برتر        | ۱۴   | ۱   | ۱        | ۰        | _          | _          | ۱۵    | ۱     |
| ۲۰۱۱–۲۰۱۲       | فولاد           | لیگ برتر        | ۱۲   | ۰   | ۰        | ۰        | _          | _          | ۱۲    | ۰     |
| مجموع فولاد     | مجموع فولاد     | مجموع فولاد     | ۳۳   | ۱   | ۲        | ۰        | _          | _          | ۳۵    | ۱     |
| ۲۰۱۲–۲۰۱۳       | سایپا           | لیگ برتر        | ۳۳   | ۵   | ۰        | ۰        | _          | _          | ۳۳    | ۵     |
| ۲۰۱۳–۲۰۱۴       | سایپا           | لیگ برتر        | ۲۵   | ۶   | ۱        | ۰        | _          | _          | ۲۶    | ۶     |
| ۲۰۱۴–۲۰۱۵       | سایپا           | لیگ برتر        | ۱۱   | ۱   | ۲        | ۱        | _          | _          | ۱۳    | ۲     |
| مجموع سایپا     | مجموع سایپا     | مجموع سایپا     | ۶۹   | ۱۲  | ۳        | ۱        | _          | _          | ۷۲    | ۱۳    |
| ۲۰۱۴–۲۰۱۵       | ذوب‌آهن          | لیگ برتر        | ۱۰   | ۵   | ۱        | ۱        | ۰          | ۰          | ۱۱    | ۶     |
| ۲۰۱۵–۲۰۱۶       | ذوب‌آهن          | لیگ برتر        | ۲۴   | ۶   | ۳        | ۰        | ۷          | ۲          | ۳۴    | ۸     |
| مجموع ذوب آهن   | مجموع ذوب آهن   | مجموع ذوب آهن   | ۳۴   | ۱۱  | ۴        | ۱        | ۷          | ۲          | ۴۵    | ۱۴    |
| ۲۰۱۶–۲۰۱۷       | استقلال         | لیگ برتر        | ۲۸   | ۷   | ۳        | ۰        | ۹          | ۶          | ۴۰    | ۱۳    |
| مجموع استقلال   | مجموع استقلال   | مجموع استقلال   | ۲۸   | ۷   | ۳        | ۰        | ۹          | ۶          | ۴۰    | ۱۳    |
| ۲۰۱۷–۲۰۱۸       | شارلوا          | لیگ بلژیک       | ۳۹   | ۱۶  | ۲        | ۰        | _          | _          | ۴۱    | ۱۶    |
| ۲۰۱۸–۲۰۱۹       | شارلوا          | لیگ بلژیک       | ۴    | ۳   | ۰        | ۰        | _          | _          | ۴     | ۳     |
| مجموع شارلوا    | مجموع شارلوا    | مجموع شارلوا    | ۴۳   | ۱۹  | ۲        | ۰        | _          | _          | ۴۵    | ۱۹    |
| ۲۰۱۸–۲۰۱۹       | کلوب بروژ       | لیگ بلژیک       | ۱۱   | ۱   | ۰        | ۰        | ۳          | ۰          | ۱۴    | ۱     |
| مجموع کلوب بروژ | مجموع کلوب بروژ | مجموع کلوب بروژ | ۱۱   | ۱   | ۰        | ۰        | ۳          | ۰          | ۱۴    | ۱     |
| ۲۰۱۹–۲۰۲۰       | شارلوا          | لیگ بلژیک       | ۲۲   | ۱۲  | ۳        | ۰        | ۰          | ۰          | ۲۵    | ۱۲    |
| ۲۰۲۰–۲۰۲۱       | شارلوا          | لیگ بلژیک       | ۲۵   | ۷   | ۲        | ۰        | ۲          | ۱          | ۲۹    | ۸     |
| مجموع شارلوا    | مجموع شارلوا    | مجموع شارلوا    | ۴۷   | ۱۹  | ۵        | ۰        | ۲          | ۱          | ۵۴    | ۲۰    |
| ۲۰۲۱–۲۰۲۲       | ادهورلی         | لیگ بلژیک       | ۱۳   | ۰   | ۰        | ۰        | ۰          | ۰          | ۱۳    | ۰     |
| مجموع ادهورلی   | مجموع ادهورلی   | مجموع ادهورلی   | ۱۳   | ۰   | ۰        | ۰        | ۰          | ۰          | ۱۳    | ۰     |
| ۲۰۲۲–۲۰۲۳       | تراکتور         | لیگ برتر        | ۶    | ۲   | ۱        | ۰        | ۰          | ۰          | ۷     | ۲     |
| مجموع تراکتور   | مجموع تراکتور   | مجموع تراکتور   | ۶    | ۲   | ۱        | ۰        | ۰          | ۰          | ۷     | ۲     |
| ۲۰۲۳–۲۰۲۴       | سپاهان          | لیگ برتر        | ۹    | ۲   | ۰        | ۰        | ۲          | ۰          | ۱۱    | ۲     |
| مجموع سپاهان    | مجموع سپاهان    | مجموع سپاهان    | ۹    | ۲   | ۰        | ۰        | ۲          | ۰          | ۱۱    | ۲     |
| مجموع آمار      | مجموع آمار      | مجموع آمار      | ۲۹۵  | ۷۴  | ۲۰       | ۲        | ۲۳         | ۹          | ۳۳۸   | ۸۵    |

- پاس گل

| فصل       | باشگاه    | پاس گل |
| --------- | --------- | ------ |
| ۲۰۰۹–۲۰۱۰ | فولاد     | ۰      |
| ۲۰۱۰–۲۰۱۱ | فولاد     | ۱      |
| ۲۰۱۱–۲۰۱۲ | فولاد     | ۲      |
| ۲۰۱۲–۲۰۱۳ | سایپا     | ۰      |
| ۲۰۱۶–۲۰۱۷ | استقلال   | ۱۰     |
| ۲۰۱۷–۲۰۱۸ | شارلوا    | ۶      |
| ۲۰۱۸–۲۰۱۹ | کلوب بروژ | ۱      |
| ۲۰۱۹–۲۰۲۰ | شارلوا    | ۴      |
| ۲۰۲۰–۲۰۲۱ | شارلوا    | ۰      |
| ۲۰۲۱–۲۰۲۲ | ادهورلی   | ۱      |
| ۲۰۲۲–۲۰۲۳ | تراکتور   | ۰      |
| ۲۰۲۳–۲۰۲۴ | سپاهان    | ۱      |
| مجموع     | مجموع     | ۲۶     |

## عملکرد ملی

### زیر ۱۶ سال
کاوه رضایی در جام ملت‌های آسیا کمتر از ۱۶ ساله‌های ۲۰۰۸ در ازبکستان، ۵ بار به میدان رفت. او با ۶ گل آقای گل این مسابقات شد. او در بازی فینال یکی از دو گل ایران علیه کره جنوبی را به ثمر رساند تا ایران قهرمان شود.

### زیر ۱۷ سال (نوجوانان)
رضایی اولین بار در سال ۲۰۰۸ به تیم ملی نوجوانان دعوت شد. رضایی در جام جهانی کمتر از ۱۷ ساله‌ها ۲۰۰۹ مقابل گامبیا موفق به گلزنی شد.

### زیر ۲۰ سال (جوانان)
او برای بازی در جام ملت‌های آسیا کمتر از ۱۹ ساله‌های ۲۰۱۰ در چین نیز دعوت شد. او در واپسین بازی مرحله گروهی برای اولین بار به بازی گرفته شد. اگرچه او موفق شد در این بازی ۲ گل برای ایران به ثمر برساند؛ این تیم نتوانست از مرحله گروهی صعود کند.

### زیر ۲۲ سال
کاوه از آغاز مربی‌گری علی‌رضا منصوریان در تیم کمتر از ۲۲ ساله‌های ایران در تمام لیست‌های این تیم جای داشته و به همه اردوهای این تیم دعوت شده‌است. او در این تیم چنان عملکرد خوبی داشت که نظر باشگاه‌های مختلف ایرانی و خارجی را به خود جلب کرد. در تابستان ۱۳۹۱ در حالی که در اردوی تیم ملی زیر ۲۲ سال در ایتالیا به سر می‌برد با باشگاه سایپا البرز به توافق رسید.

### زیر ۲۳ سال (امید)
این بازیکن برای اولین بار در سال ۱۳۹۰ به اردوی این تیم دعوت شد.
او در بازی دوستانه‌ای که ایران مقابل امیدهای کره جنوبی انجام داد گل سوم تیم ایران را به ثمر رساند.
این بازی روز ۸ دی ماه ۱۳۹۲ در ورزشگاه المپیک جزیره کیش برگزار شد.

### بزرگسالان
او در سال ۲۰۱۵ برای اولین بار به تیم ملی بزرگسالان ایران دعوت شد و نخستین بازی خود را مقابل تیم ملی هند انجام داد او هرچقدر در رده باشگاهی موفق بود اما زیاد به اردوهای تیم ملی دعوت نشد برای مثال وقتی در سال ۲۰۱۸ در اوج آمادگی بود به جام جهانی دعوت نشد و مهدی طارمی به او ترجیح داده شد و همین مسئله باعث شد تا انتقادات فراوانی از کارلوس کیروش شود او باری دیگر وقتی در لیست کیروش برای حضور در جام ملت‌های آسیا ۲۰۱۹ حضور داشت مصدومیت او باعث شد تا باز هم از لیست تیم ملی ایران خط بخورد.

## آمار ملی

### بازی‌های ملی
تا تاریخ ۱۵ ژوئن ۲۰۲۱
| ایران | ایران | ایران |
| سال   | بازی  | گل    |
| ----- | ----- | ----- |
| ۲۰۱۵  | ۴     | ۰     |
| ۲۰۱۷  | ۳     | ۰     |
| ۲۰۱۸  | ۵     | ۱     |
| ۲۰۱۹  | ۱     | ۰     |
| ۲۰۲۰  | ۲     | ۱     |
| ۲۰۲۱  | ۳     | ۲     |
| مجموع | ۱۸    | ۴     |

### گل‌های ملی
| شماره | تاریخ          | میزبان  | بازی ملی | حریف     | نتیجه | رقابت                  |
| ----- | -------------- | ------- | -------- | -------- | ----- | ---------------------- |
| ۱     | ۱۷ مارس ۲۰۱۸   | تهران   | ۸        | سیرالئون | ۴–۰   | دوستانه                |
| ۲     | ۱۲ نوامبر ۲۰۲۰ | سارایوو | ۱۵       | بوسنی    | ۲–۰   | دوستانه                |
| ۳     | ۱۱ ژوئن ۲۰۲۱   | رفاع    | ۱۷       | کامبوج   | ۱۰–۰  | مقدماتی جام جهانی ۲۰۲۲ |
| ۴     | ۱۱ ژوئن ۲۰۲۱   | رفاع    | ۱۷       | کامبوج   | ۱۰–۰  | مقدماتی جام جهانی ۲۰۲۲ |

## افتخارات

### باشگاهی

#### جام حذفی
- قهرمانی در جام حذفی ۹۴–۱۳۹۳ به همراه تیم ذوب‌آهن اصفهان
- قهرمانی در جام حذفی ۹۵–۱۳۹۴ به همراه تیم ذوب‌آهن اصفهان
- قهرمانی در جام حذفی ۰۳_۱۴۰۲  به همراه تیم سپاهان اصفهان

#### سوپرجام
- قهرمانی در سوپرجام ۱۴۰۳ به همراه تیم سپاهان اصفهان

#### لیگ برتر
- نایب قهرمانی در لیگ برتر ۹۶–۱۳۹۵ به همراه تیم استقلال تهران
- نایب قهرمانی در لیگ برتر بلژیک ۲۰۱۹ به همراه تیم کلوب بروخه

### فردی
- بهترین پاسور فصل ۹۶–۱۳۹۵ لیگ برتر با ۸ پاس گل
- تیم منتخب سال ۱۳۹۵ لیگ برتر خلیج فارس[۳۵]
- آقای گل مسابقات فوتبال قهرمانی زیر ۲۳ سال آسیا، ۲۰۱۳ با ۵ گل
- آقای گل جام ملت‌های زیر ۱۶ سال آسیا سال ۲۰۰۸
- چهارمین گلزن لیگ برتر بلژیک: ۲۰۱۸ و ۲۰۲۰
- نامزد برترین لژیونر ایران نوروز فوتبالی: ۱۳۹۸
- بهترین مهاجم سال ۱۳۹۵ در نوروز فوتبالی
- نامزد برترین لژیونر فوتبال آسیا :۲۰۲۰
- بیست و سومین بازیکن برتر آسیا در سال ۲۰۲۰
- نامزد بهترین مهاجم لیگ قهرمانان آسیا: ۲۰۱۷
- دهمین گلزن برتر ایرانی تاریخ لیگ قهرمانان آسیا به انتخاب AFC
- تیم منتخب لیگ بلژیک: ۲۰۲۰
- نامزد جایزه گلو طلایی لیگ بلژیک: ۱ بار ۲۰۱۷

## بازداشت
بازیکن پیشین تیم ملی فوتبال ایران و تیم تراکتور در ۷ مهر ۱۴۰۱ به اتهام «تشویق به اغتشاش» و «حمایت از گروه‌های تجزیه‌طلب» بازداشت شد.[۲۹]